# Léda (keresztnév)
A Léda görög mitológiai eredetű női név, ami vagy Létó istennő nevéből, vagy egy úrnő jelentésű szóból származik. Ady Endre az Adél nevet visszafelé olvasva nevezte Lédának szerelmét, Diósy Ödönné Brüll Adélt.

## Gyakorisága
Az 1990-es években szórványos név, a 2000-es években nem szerepel a 100 leggyakoribb női név között.

## Névnapok
- február 5.[2]
- december 24.[2]

## Híres Lédák
- Brüll Adél „Léda”, Ady Endre múzsája
- Léda, görög mitológiai alak